# Festival international du film d'animation d'Annecy 2024
Le Festival international du film d'animation d'Annecy 2024, 48e édition du festival, se déroule du 9 au 15 juin 2024. Le pays à l'honneur de cette édition est le Portugal. À l'occasion de cette édition, un premier Cristal d'honneur est décerné à Terry Gilliam et un second à Pierre Hébert.

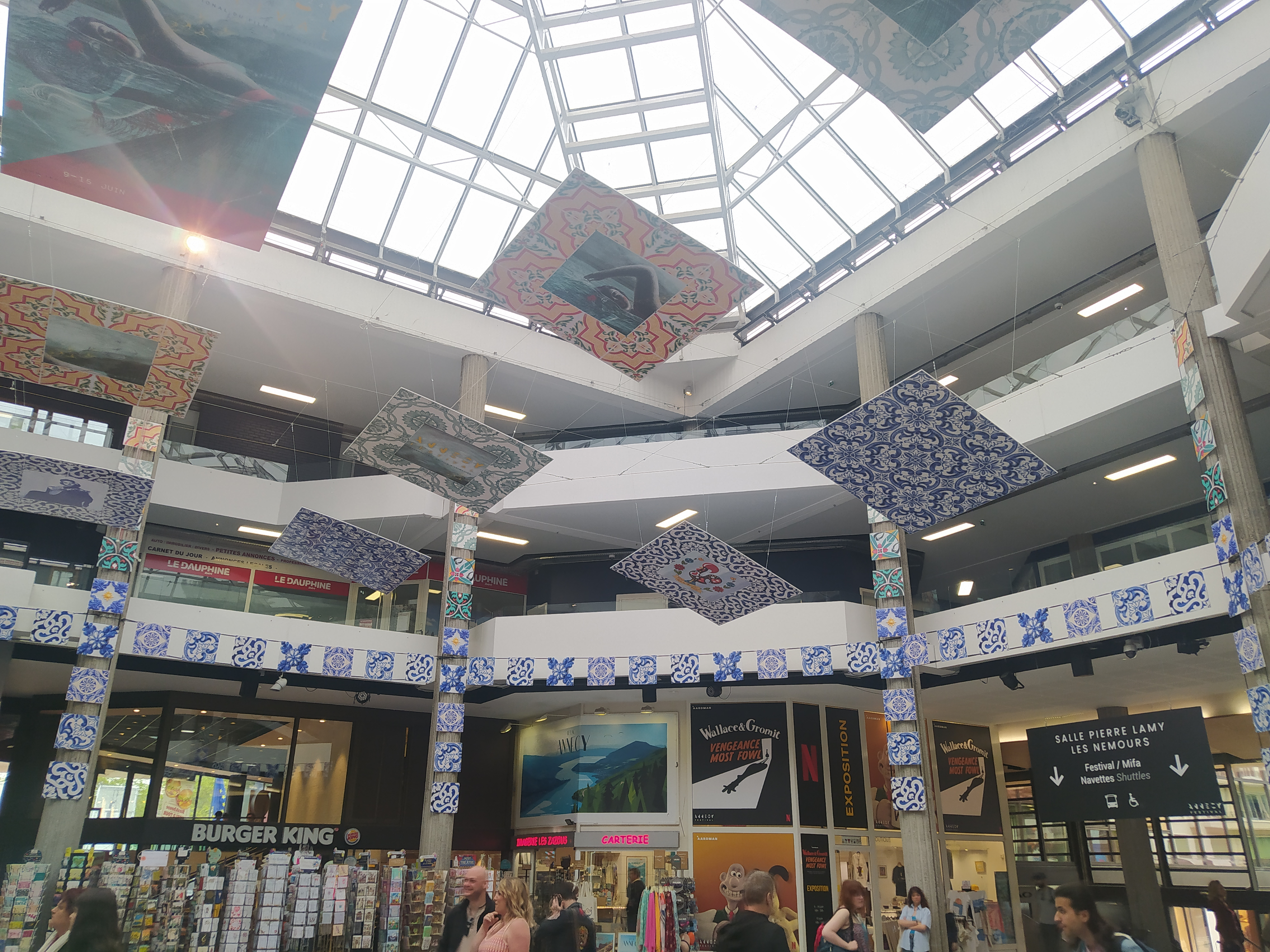
Le Centre culturel de Bonlieu décoré aux couleurs du Portugal, pays à l'honneur lors de cette édition du festival.

Le 16 juin 2024, le palmarès est dévoilé : le court métrage Percebes de Alexandra Ramires et Laura Gonçalves remporte le Cristal du court métrage et le long métrage Mémoires d'un escargot de Adam Elliot remporte le Cristal du long métrage,.

## Jury

### Longs métrages
- Adriana García Galán, artiste et compositrice,  Colombie
- Leonor Silveira, actrice,  Portugal
- Ilan Urroz, producteur et président de Foliascope,  France

### Courts métrages
- Christian Bermejo, responsable de la programmation,  Mexique
- Flóra Anna Buda, réalisatrice,  Hongrie
- Jérémy Clapin, réalisateur,  France

### Films de fin d'études
- Eric Beckman, fondateur et président de GKIDS,  États-Unis
- Julie Lockhart, présidente de la production et fondatrice de Locksmith Animation,  Royaume-Uni
- Jeff Rowe, réalisateur et scénariste,  États-Unis

### Films de télévision et de commande
- Claude Cloutier, réalisateur,  Canada
- Jérémie Degruson, réalisateur,  Belgique
- Nina Sabnani, réalisatrice et enseignante-chercheuse,  Inde

### Longs métrages Contrechamps
- Alexandre Gavras, producteur et réalisateur,  France
- José Miguel Ribeiro, réalisateur, animateur et producteur,  Portugal
- Inna Sahakyan, réalisatrice et productrice,  Arménie

### Œuvres VR
- David Doutel, réalisateur et producteur,  Portugal
- Vanja Kaludjercic, directrice du Festival international du film de Rotterdam,  Pays-Bas
- Maria Grazia Mattei, fondatrice et présidente de MEET,  Italie

### Prix André-Martin
- Apolline Caron-Ottavi : rédactrice et programmatrice,  Canada
- Christophe Chauville, rédacteur en chef de Bref,  France
- Nicolas Metayer, codirecteur de cinéma,  France
- Mihai Mitrică, directeur de festival,  Roumanie
- Caroline Vié, critique de cinéma et journaliste pour 20 Minutes,  France

### Prix de la Ville d'Annecy
- Andriana Andrade
- Carolina Batista
- Marta Ribeiro

### Prix Festivals Connexion
- Matilda Tavelli, directrice du festival Animatou de Genève,  Suisse
- Gaël Labanti, directeur artistique du festival du Premier Film d'Annonay,  France
- Sarah Onave, programmatrice du Maudit Festival de Grenoble,  France

### Prix France TV pour un court métrage
- Christophe Taudière

### Jury Junior
- Fatoumata Binta, Clara Pallanchard et Joseph Peytavin
- Anaëlle Bismuth-Houdard, Gabin Lebon et Romane Pallud-Mazza

## Intervenants

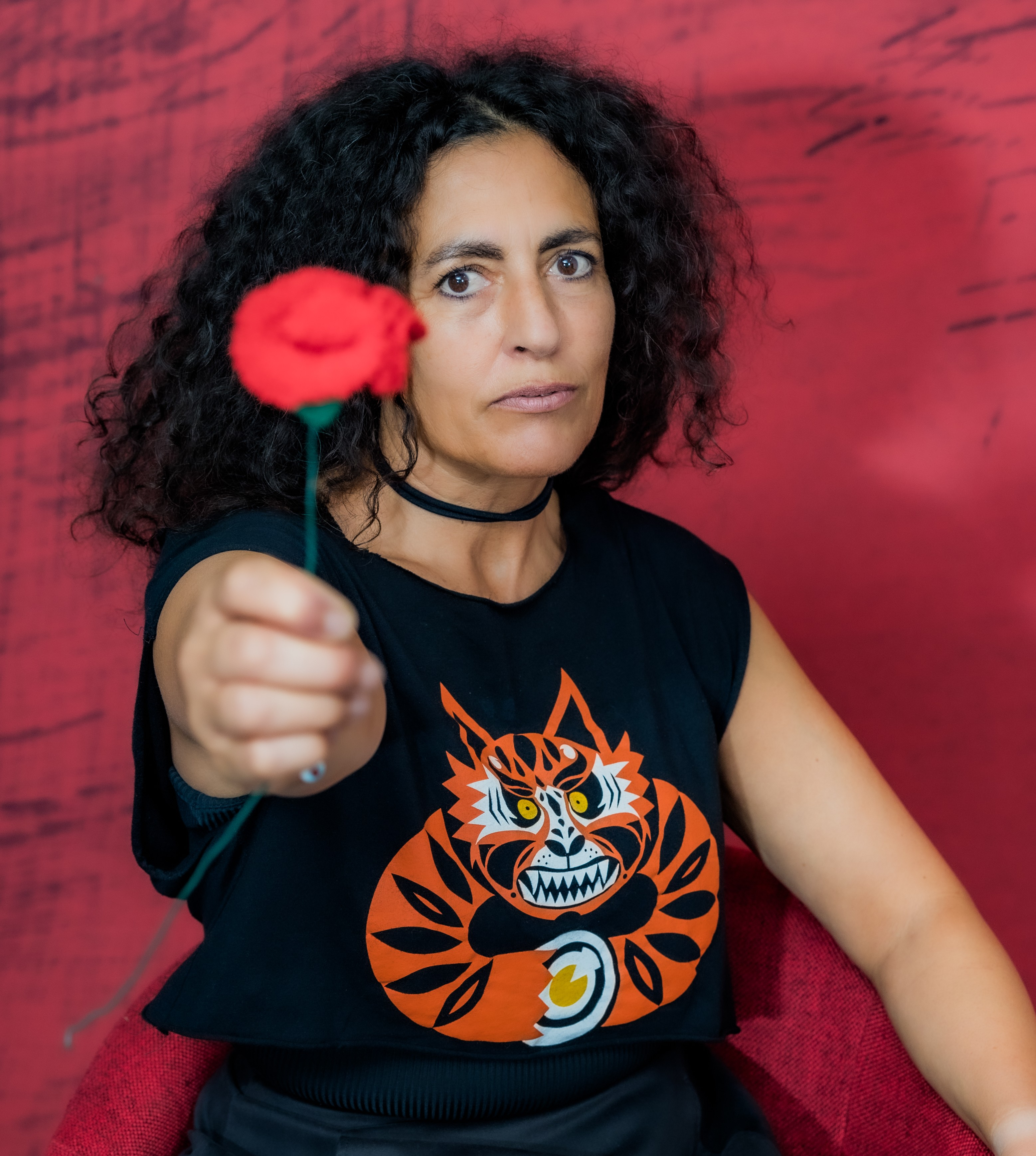
Regina Pessoa
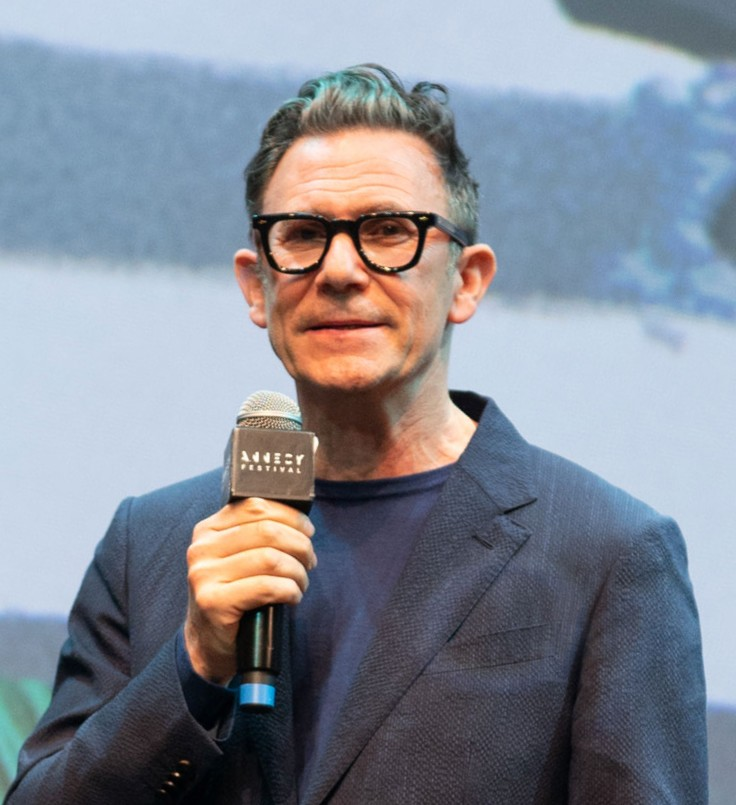
Michel Hazanavicius
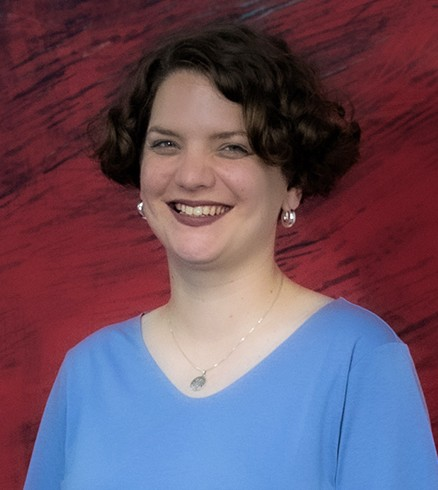
Flóra Anna Buda
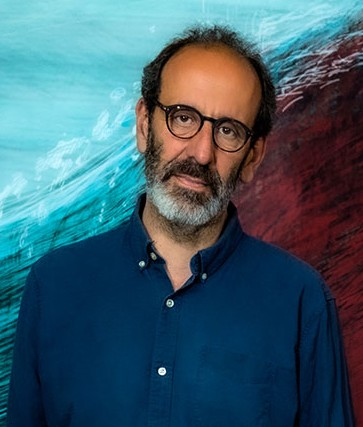
Alexandre Gavras
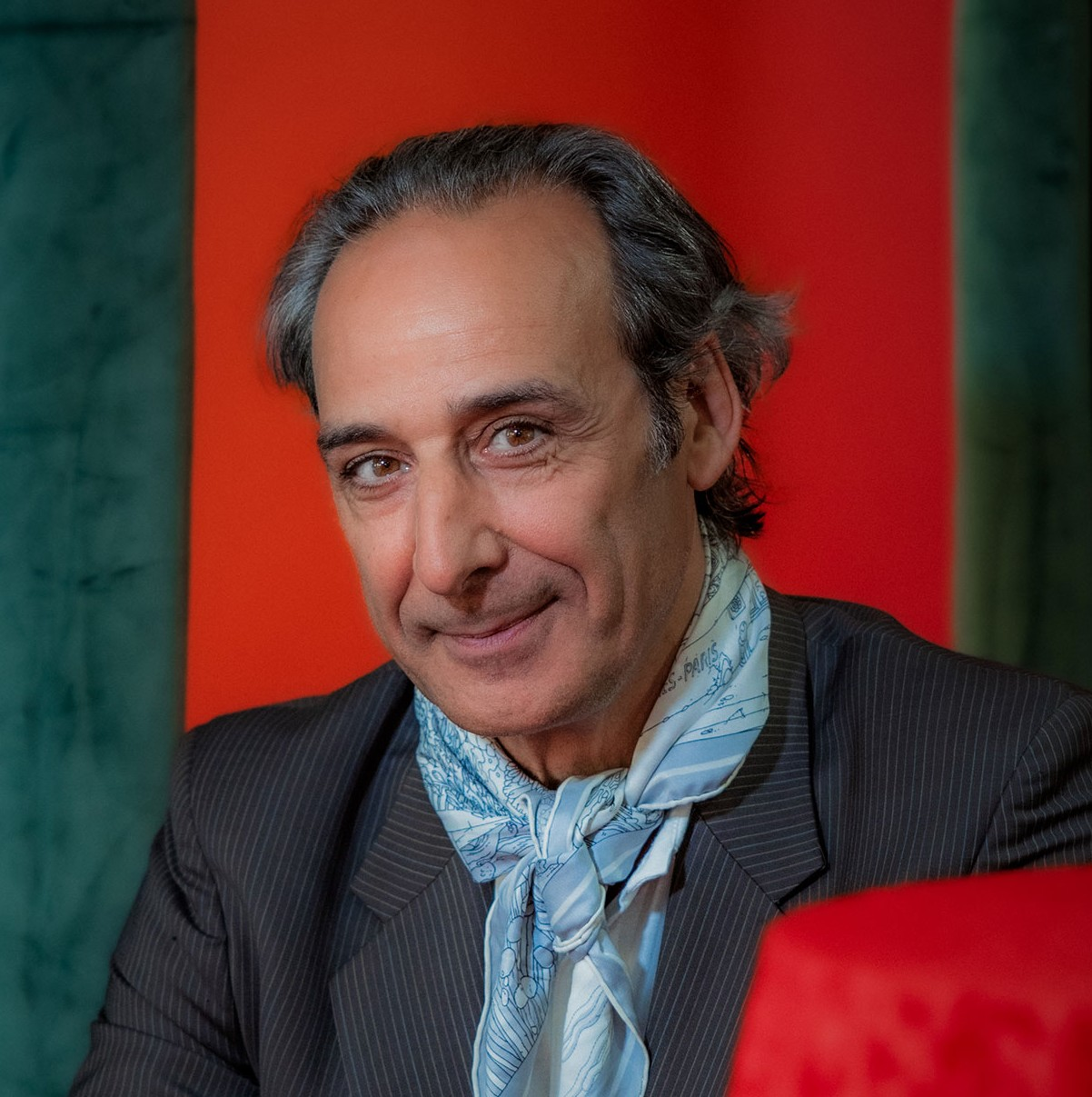
Alexandre Desplat
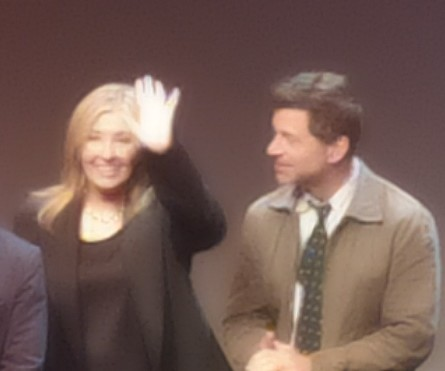
Deborah et Zack Snyder
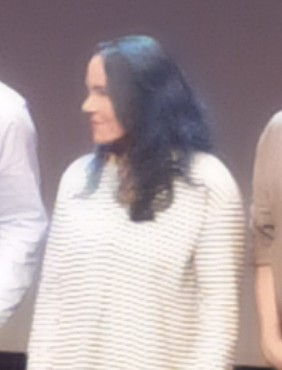
Vicky Jenson
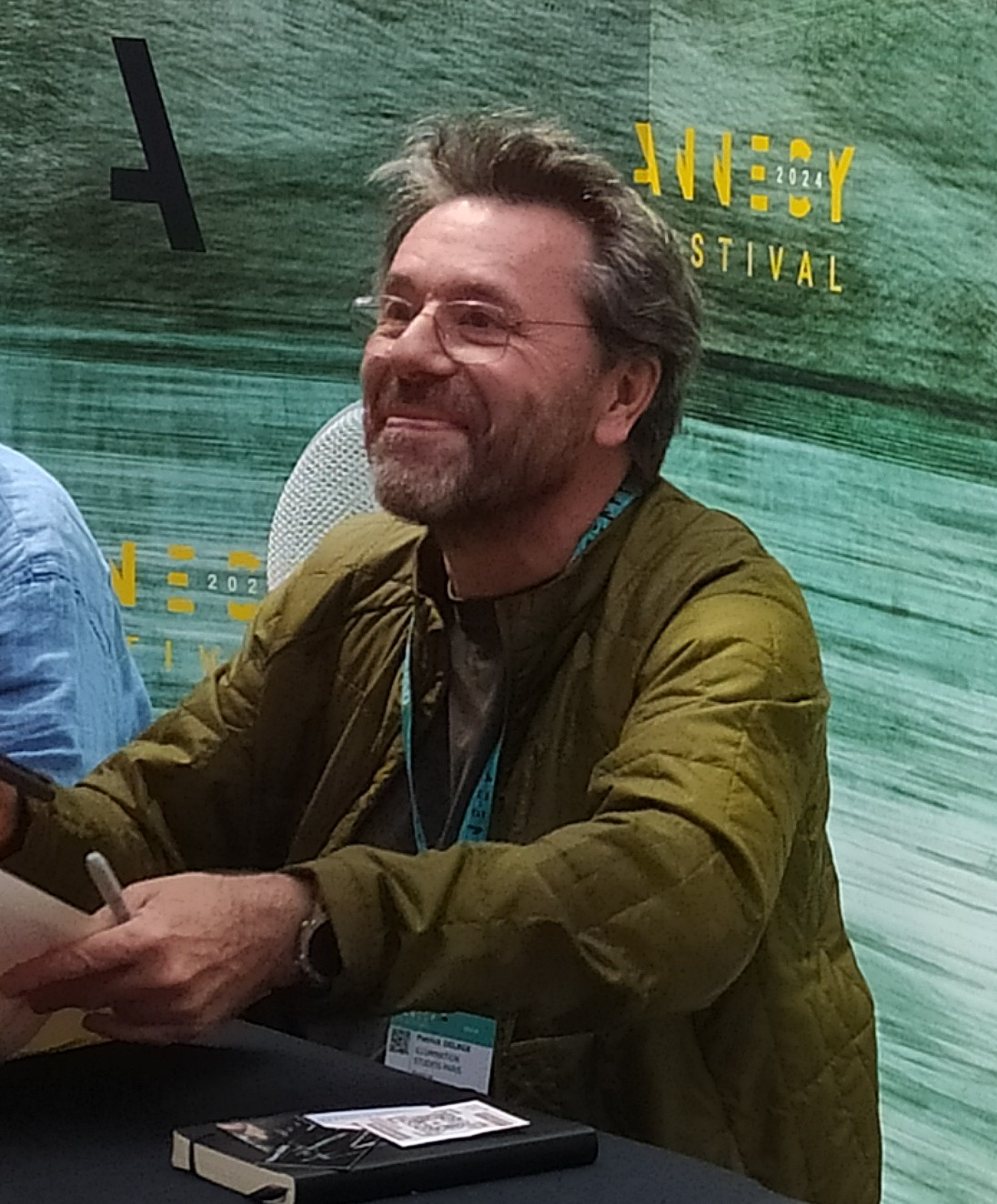
Patrick Delage
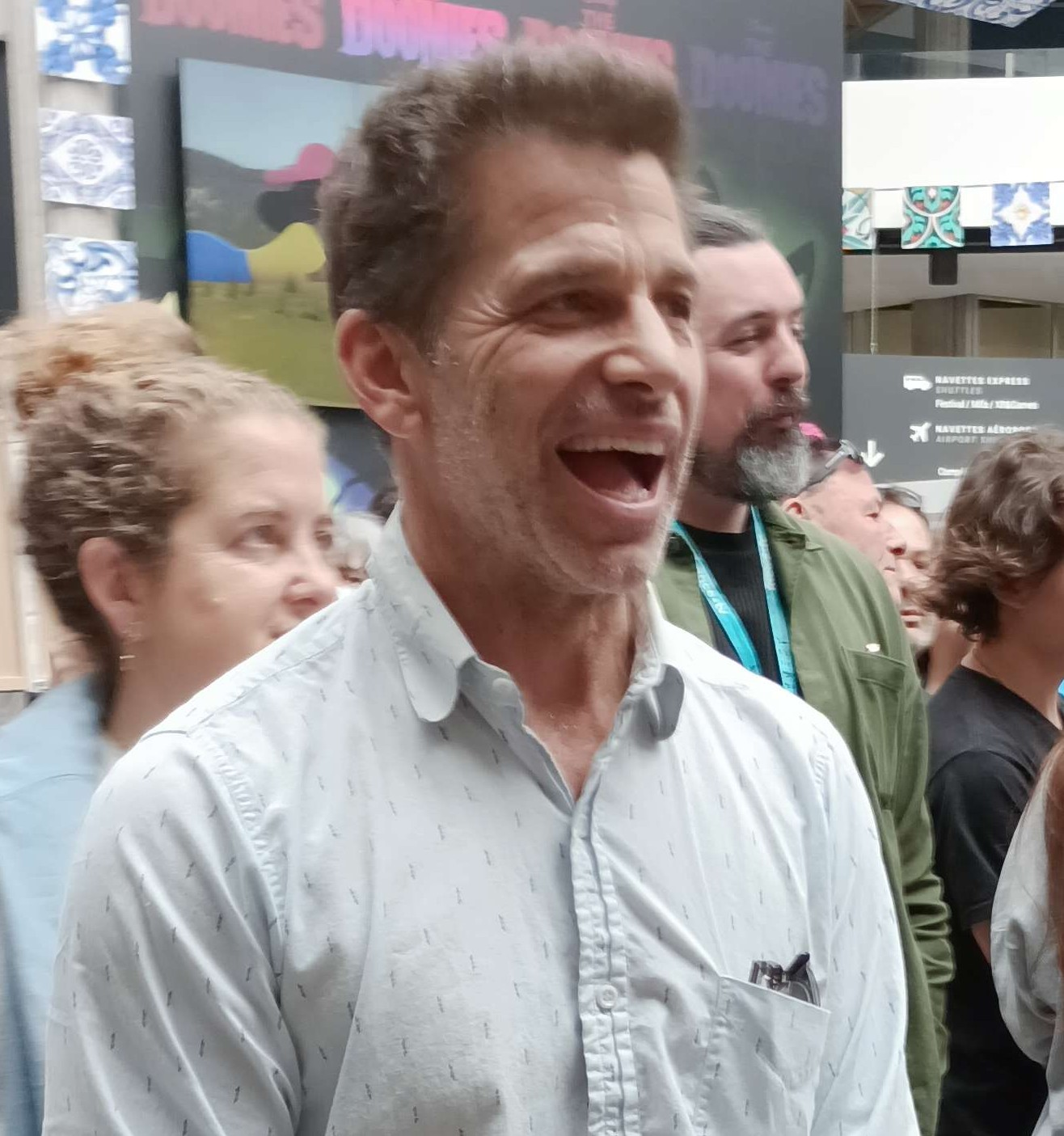
Zack Snyder
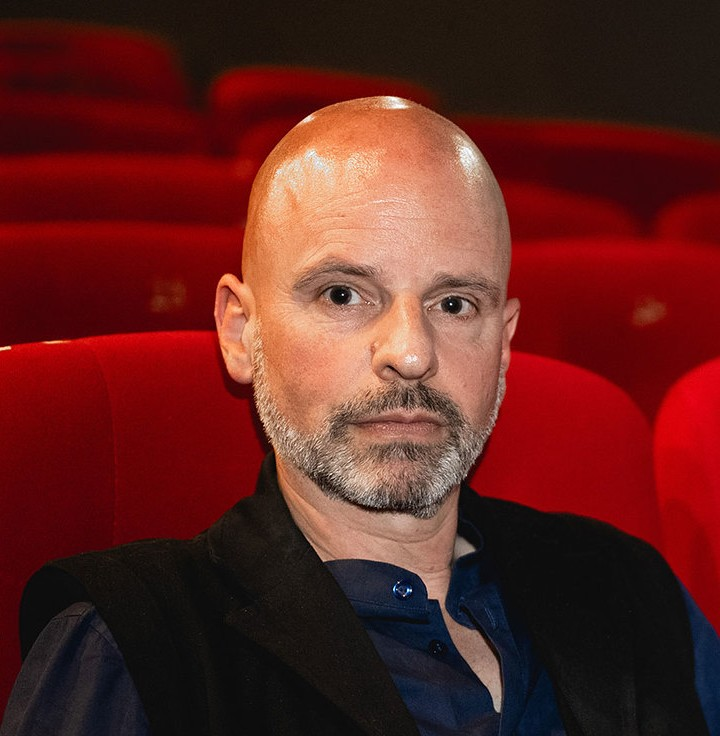
Yves Netzhammer
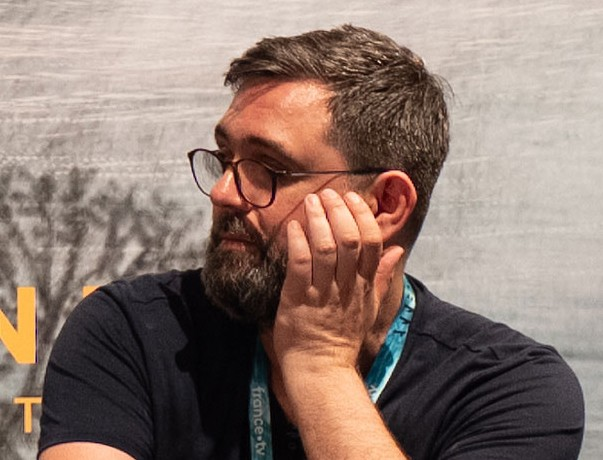
Paul Leluc
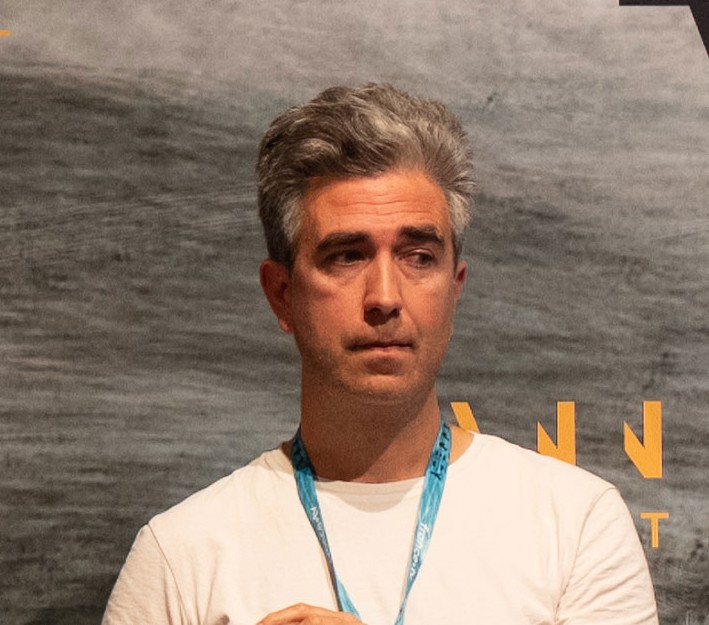
Pablo Pico
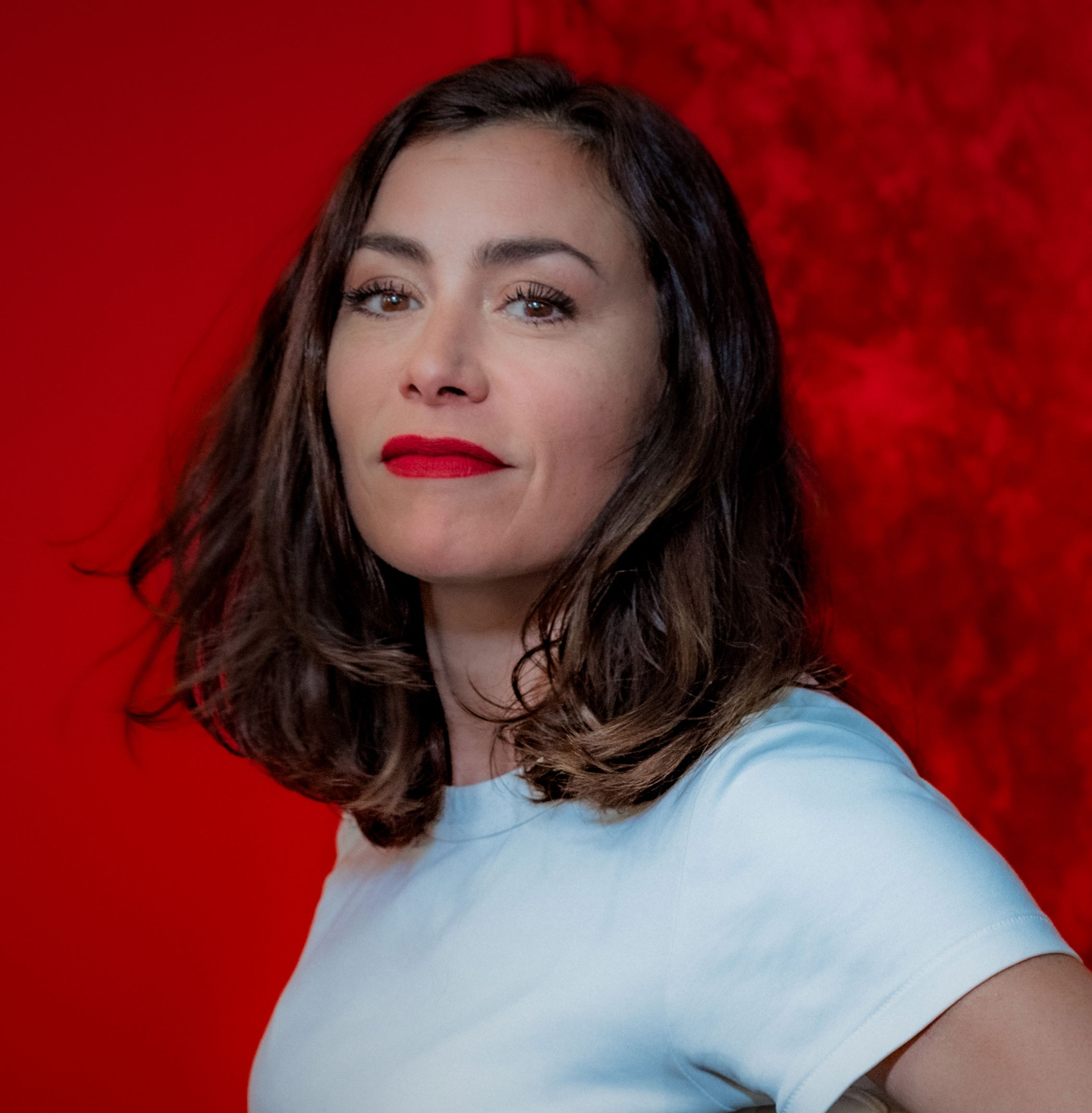
Olivia Ruiz
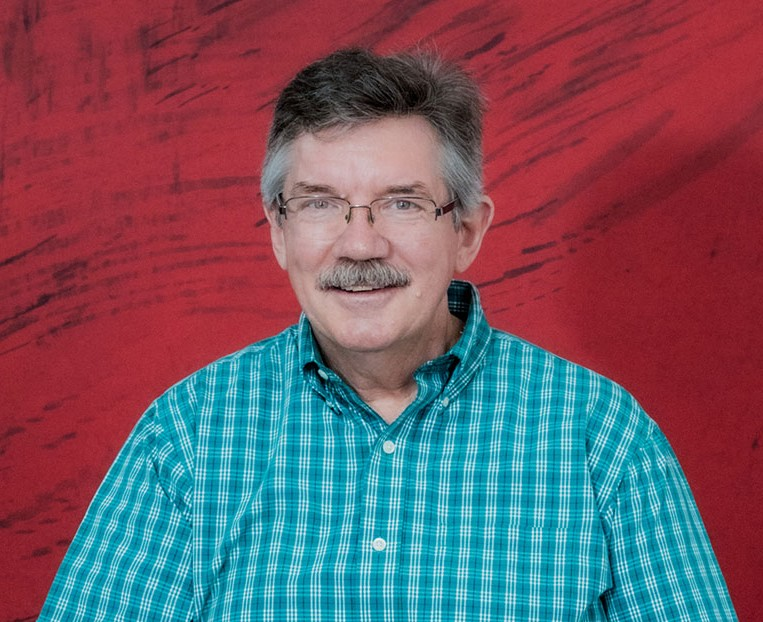
Mark Henn
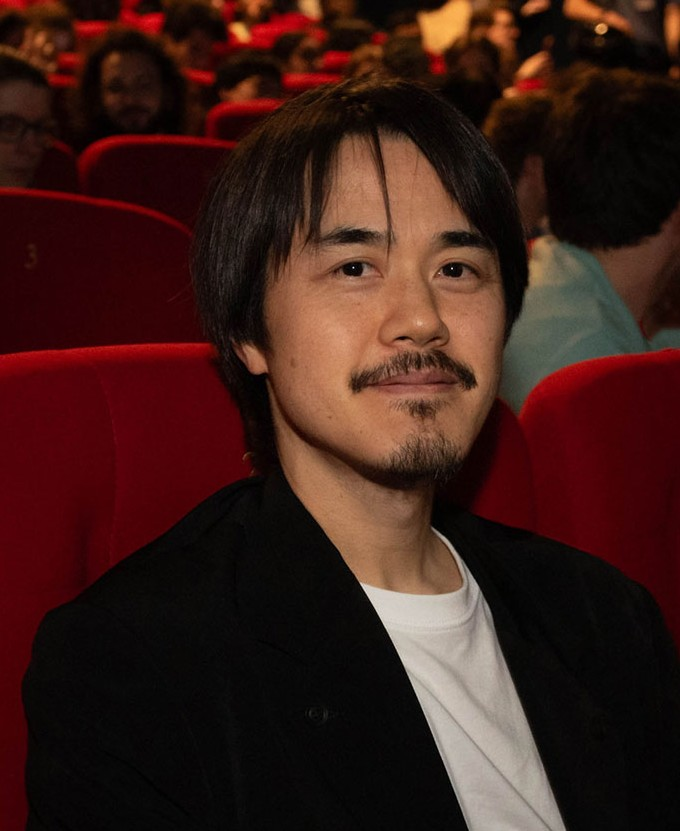
Kiyotaka Oshiyama
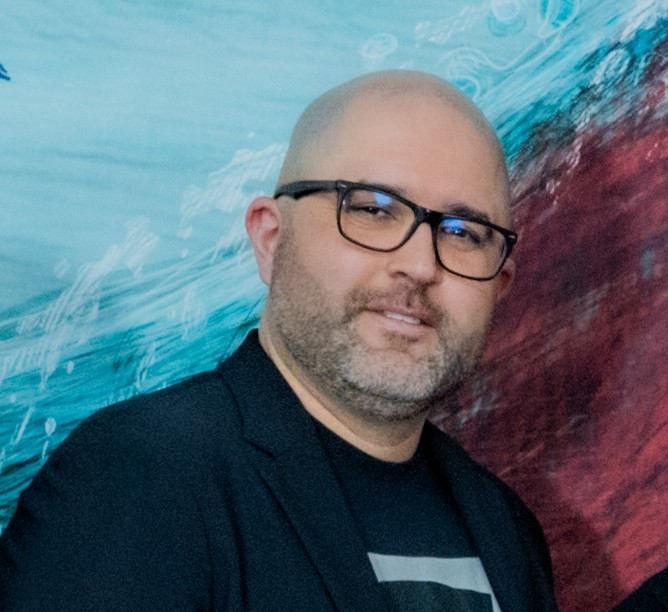
Josh Cooley
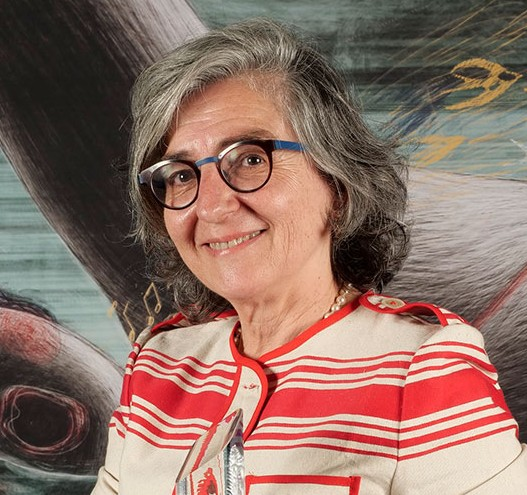
Isabel Herguera
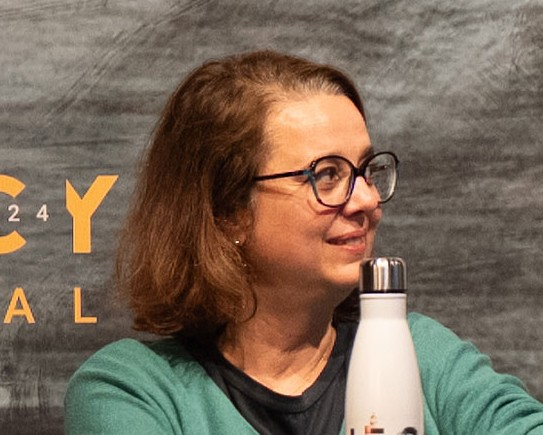
Céline Ronté
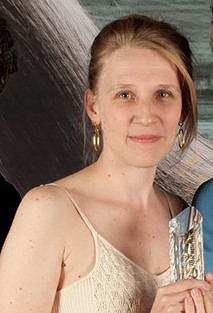
Clémence Madeleine-Perdrillat

### Expositions
- Florent Grattery pour Bistro Sauvage

### Avant-premières
- Xie Junwei et Zou Jing pour Chang'an
- Chris Renaud et Patrick Delage pour Moi, moche et méchant 4
- Jean-Paul Guigue et Julien Berjeaut pour Silex and the City
- Chris Sanders et Jeff Hermann pour Le Robot sauvage
- Josh Cooley et Lorenzo di Bonaventura pour Transformers : Le Commencement
- Shannon Tindle et John Aoshima pour Ultraman: Rising
- Kelsey Mann et Mark Nielsen pour Vice-versa 2
- Joost van Den Bosch et Erik Verkerk pour Tummy Tom and the Lost Teddy Bear

### Présentations de futures œuvres
- Dave Derrick Jr., Jason Hand et Yvett Merino pour Vaiana 2
- Alain Chabat, Fabrice O. Joubert, Benoît Ouillon, Aurélien Predal et Nadine Mombo pour Astérix et Obélix : Le Combat des chefs
- Sofia Carrillo pour Insectarium
- Tigran Arakelyan pour Zako
- Marie Deboissy pour Le Cabanon de l'oncle Jo
- Milton Guerrero et Rita Street pour Kai
- Paul Leluc, Céline Ronté, Héléna Loudjani et Pablo Pico pour La Rivière à l'envers
- Boris Labbé et Ron Dyens pour Ito Meikyu
- Kenji Iwaisawa, Keikankun Yamaguchi, Keisuke Kojima et Akane Taketsugu pour Hyakuemu
- Simon Otto, Richard Curtis, Nicole Hearon et Justin Hutchinson-Chatburn pour Ce Noël-là
- Félix Dufour-Laperrière, Park Hyun-jin, Nicolas Dufour-Laperrière, Bren Lopez Zepeda et David Seitz pour La mort n'existe pas
- Guillaume Ivernel, Antoine Schoumsky, Valérie Hadida et Nathalie Gastaldo Godeau pour Les Légendaires
- Nicolas Cabos, Voyelle Acker et Ashargin Poiré pour Pagnol le magicien
- Ricardo Curtis, Rodrigo Perez-Castro, Steven Hoban, Carine Gillet et Nicolas Sainte-Rose pour Une nuit au zoo
- Andrès Fernandez, Henry Gifford, Caterina Gonnelli-Linden, Lucie Arnissolle et Calvin Dyson pour The Doomies
- Irene Iborra Rizo, Juan Franscico Jacinto Prados, Eduard Puertas Anfruns, Alicia Velasco et Maite Carranza pour Olivia et le Tremblement de terre invisible
- Baku Kinoshita, Ryoichiro Matsuo et Toge Michinoku pour Housenka
- Antoine Lanciaux, Sara Sponga, Samuel Ribeyron et Camille Rossi pour Le Secret des mésanges
- Kenichi Suzuki, Kenichi Iyadomi, Vincent Dudouet et Gaël Chaize pour Mobile Suit Gundam: Silver Phantom
- Zaven Najjar, Sébastien Onomo, Yukiko Meignien, Nadine Mombo et Anne-Laure Guégan pour Allah n'est pas obligé
- Eric San, Corinne Amélie Merrell, Lillian Chan et Ginette Petit pour Space Cadet
- Wenyu Li et Anyi Wang pour A Story about Fire
- Michelle Kranot et Uri Kranot pour Garden Alchemy
- Kai Chung Ng, Polly Yeung et Miles Cheng pour Another World
- Momoko Seto, Tanguy Olivier, Nicolas Becker et Franck Malmin pour Planète
- Karine Lanoie-Brien, Kim Picard, Jan Verburg, Sophie Paquette pour Laissez-nous raconter notre lien au territoire, aux songes et aux astres
- Olivia Ruiz, Laetitia Pansanel-Garric et André Kadi pour Hola Frida
- Jean-Paul Gaultier pour Untitled Jean-Paul Gaultier Project 2027

### Conférences
- Johanna Brock, Juliette Trolez, Vincent Henry, Mandi Hart, Louis Jacobee, Laurent Duvault, Victoire De Souza et Yulia Amano pour Meet the… Publishers
- Regina Pessoa pour Regina Pessoa : son processus de création
- Qing Fan pour Share with Tencent Video
- Katell France pour Mediawan Kids & Family: What's New?
- Léo Fernandez pour TVPaint Animation 12 : venez observer l'évolution de ce logiciel 2D Bitmap dans son milieu naturel
- Amy Hurwitz et Anna Kvorning pour Les Carrières dans les longs métrages d'animation chez LAIKA
- Stevie Wermers, Kevin Deters, Bruce Smith, Ralph Farquhar, Dan Povenmire, Jeff Marsh et Meredith Roberts pour Disney Television Animation souffle ses 40 bougies, mais son succès est intemporel
- Akira Takayama pour Kawaii Anime : retour vers le futur !
- Nikolai Lockertsen pour Nikolai Lockersten vous initie à l'animation avec Procreate Dreams
- Katja Schumann Fabian Erlinghaeuser, Natalie Cullinane et Catherine Roycroft pour Vivre à Kilkenny, travailler chez Cartoon Saloon
- Alexandra Garcia pour La série Op-Docs du New York Times
- Jeff Schon pour Founders Insight : comment rassembler 13 millions de personnes devant le petit écran chaque semaine au Kenya
- Deb Stone, Amélie Paraiso et Laure Ferreira pour Une virée créative avec Illumination
- Imogen Sutton pour Aventures en animation
- Flavio Perez pour L'IA : entre fantasme et réalité
- Sarah Cox, Peilin Chou et Christopher Holliday pour Animation sans frontières : conquérir le monde, un impératif
- Hélène Vayssières, Gregory Audermatte et Sacha Hartmann pour Présentation de la politique animation d'ARTE France
- Xu Xin, Zhang Shengyan, Zhong Ivy, Zhang Liou, Richard Xu Hu, Allen Lo, Nina Wu, Luo Xin, Lei Tao et Jiang Linfeng pour Showcase Animation chinoise : se rencontrer telles des montagnes et des mers, prendre conscience de l'harmonie des beautés
- Lynn Southerland, Aliki Tehofilopoulos Grafft, Kay Hanley, Nic Smal et Chris Houghton pour Quand la musique raconte une histoire
- Shelley Smith, Freddy Chaleur et Jason Boose pour Du comic strip au long métrage d'animation : Garfield, héros malgré lui
- Bernard Derriman et Janelle Momary-Neely pour Bob's Burgers : entretien avec l’équipe créatrice qui a donné vie à la série animée récompensée par deux Emmy Awards
- Paula De Abreu Resende, Vernante Pallotti, Daniele Zen, Omayra Gonzalez Perez, Lidia Luna et Toni Mortero pour NXLB Generation : Quand les technologies révolutionnent l'industrie de l’animation

### Making-of
- Barthélémy Maunoury, Christine Ponzevera, Arnaud-Loris Baudry et Amanda Overton pour Arcane
- Nick Kroll, Jennifer Flackett, Mark Levin et Andrew Goldberg pour Big Mouth
- Amélie Harrault, Judith Nora et Céline Ronté pour L'Armée des romantiques
- Joe Bennett, Steve Hely, Suzanna Makkos, Michael Ouweleen et Dustin Davis pour Common Side Effects
- Shannon Tindle, John Aoshima, Sunmin Inn, Hayden Jones et Scot Stafford pour Ultraman: Rising
- Dave Mullins et Brad Booker pour La guerre est finie !

### Dédicaces
- Simon Otto, Richard Curtis, Justin Hutchinson-Chatburn et Nicole Hearon pour Ce Noël-là
- Marie-Josée Saint-Pierre pour Femmes et cinéma d'animation
- Jake S. Friedman pour The Disney Revolt: The Great Labor War of Animation's Golden Age
- Regina Pessoa
- Sébastien Denis et Pascal Vimenet

## Sélection

### Longs métrages

#### Sélection officielle
| Titre                                      | Réalisation                        | Pays                         |
| ------------------------------------------ | ---------------------------------- | ---------------------------- |
| Angelo dans la forêt mystérieuse           | Vincent Paronnaud et Alexis Ducord | France et Luxembourg         |
| Flow                                       | Gints Zilbalodis                   | Lettonie, Belgique et France |
| Anzu, chat-fantôme                         | Yoko Kuno et Nobuhiro Yamashita    | Japon et France              |
| The Colors Within                          | Naoko Yamada                       | Japon                        |
| La Plus Précieuse des marchandises         | Michel Hazanavicius                | France et Belgique           |
| Totto-chan, la petite fille à la fenêtre   | Shinnosuke Yakuwa                  | Japon                        |
| Mémoires d'un escargot (Memoir of a Snail) | Adam Elliot                        | Australie                    |
| Rock Bottom                                | Maria Trenor                       | Espagne et Pologne           |
| Sauvages !                                 | Claude Barras                      | Suisse, France et Belgique   |
| Slocum et moi                              | Jean-François Laguionie            | Luxembourg et France         |
| L'Imaginaire                               | Yoshiyuki Momose                   | Japon                        |
| L'Orage                                    | Yang Zhigang                       | Chine                        |

#### Contrechamp
| Titre                                      | Réalisation       | Pays              |
| ------------------------------------------ | ----------------- | ----------------- |
| El sueño de la sultana                     | Isabel Herguera   | Espagne           |
| Gill                                       | Ahn Jae-huun      | Corée du Sud      |
| Iti Mapukpukaw                             | Carl Joseph Papa  | Philippines       |
| La Vie, en gros                            | Kristina Dufkova  | Tchéquie          |
| Papillons noirs                            | David Baute       | Espagne et Panama |
| Our Crazy Love                             | Nelson Jr. Botter | Brésil            |
| Pelikan Blue                               | László Csáki      | Hongrie           |
| Reise der Schatten                         | Yves Netzhammer   | Suisse            |
| Licorne brûlée                             | Nick Johnson      | Canada            |
| The Birth of Kitaro: The Mystery of GeGeGe | Goh Koga          | Japon             |
| The Glassworker                            | Usman Riaz        | Pakistan          |

#### Annecy présente
| Titre                                              | Réalisation | Pays                                    |
| -------------------------------------------------- | --- | --------------------------------------- |
| Give It All                                        | Yuhei Sakuragi                                                                                                   | Japon                                   |
| Buffalo Kids                                       | Juan Jesús García Galocha et Pedro Solís                                                                         | Espagne                                 |
| Diplodok                                           | Wojtek Wawszczyk                                                                                                 | Pologne, Tchéquie et Slovaquie          |
| Extinction                                         | Behnoud Nekooei                                                                                                  | Malaisie                                |
| Renard et Lapine sauvent la forêt                  | Mascha Halberstad                                                                                                | Pays-Bas, Luxembourg et Belgique        |
| Le Grand Noël des animaux                          | Camille Almeras, Caroline Attia Larivière, Ceylan Beyoglu, Haruna Kishi, Natalia Chernishova et Olesya Shchukina | France et Allemagne                     |
| Détective Conan : L'Étoile à un million de dollars | Chika Nagaoka | Japon                                   |
| Out of the Nest                                    | Arturo Hernandez                                                                                                 | Thaïlande et Chine                      |
| Sand Land                                          | Yoshihisa Yokoshima                                                                                              | Japon                                   |
| Garfield : Héros malgré lui                        | Mark Dindal | États-Unis                              |
| The Sloth Lane                                     | Tania Vincent et Ricard Cusso                                                                                    | Australie                               |
| The Worlds Divide                                  | Denver Jackson                                                                                                   | Canada                                  |
| Un panda en Afrique                                | Richard Claus et Karsten Kiilerich                                                                               | France, Allemagne, Pays-Bas et Danemark |
| Le Parfum d'Irak                                   | Leonard Cohen | France                                  |
| Look Back                                          | Kiyotaka Oshiyama                                                                                                | Japon                                   |
| Blue Lock : Épisode Nagi                           | Taku Kishimoto                                                                                                   | Japon                                   |

### Courts métrages

#### Sélection officielle
| Titre                                                                    | Réalisation                            | Pays                                              |
| ------------------------------------------------------------------------ | -------------------------------------- | ------------------------------------------------- |
| [S]                                                                      | Mario Radev                            | Royaume-Uni                                       |
| Abzi                                                                     | Shiva Sadegh Asadi                     | Iran                                              |
| Beautiful Men                                                            | Nicolas Keppens                        | Belgique, France et Pays-Bas                      |
| Circle                                                                   | Joung Yumi                             | Corée du Sud                                      |
| Dar Saaye Sarv                                                           | Hossein Molayemi et Shirin Sohani      | Iran                                              |
| Drizzle in Johnson                                                       | Ivan Li                                | Canada                                            |
| Etorriko da (eta zure begiak izango ditu)                                | Izibene Oñederra                       | Espagne                                           |
| Flower Show                                                              | Elli Vuorinen                          | Finlande                                          |
| Free the Chickens                                                        | Matus Vizar                            | Slovaquie et Tchéquie                             |
| Gina Kamentsky's Pinocchio in 70 mm                                      | Gina Kamentsky                         | États-Unis                                        |
| Hurikán                                                                  | Jan Saska                              | Tchéquie, France, Slovaquie et Bosnie-Herzégovine |
| In perpetuum                                                             | Birute Sodeikaite                      | Canada                                            |
| Joko                                                                     | Izabela Plucinska                      | Pologne, Allemagne et Tchéquie                    |
| Le Chemin Kaminhu                                                        | Marie Vieillevie                       | France                                            |
| Peut-être des éléphants Kanskje det var elefanter                        | Torill Kove                            | Norvège et Canada                                 |
| Kawauso                                                                  | Akihito Izuhara                        | Japon                                             |
| La Voix des sirènes                                                      | Gianluigi Toccafondo                   | France et Italie                                  |
| Le Tableau                                                               | Michèle Lemieux                        | Canada                                            |
| Margarethe 89                                                            | Lucas Malbrun                          | France                                            |
| Misérable Miracle                                                        | Ryo Orikasa                            | France, Canada et Japon                           |
| Mont Noir                                                                | Jean-Baptiste Peltier et Erika Halgund | France et Portugal                                |
| Soutien moral Moral Support                                              | Vuk Jevremovic                         | Allemagne                                         |
| Papillon                                                                 | Florence Miailhe                       | France                                            |
| Percebes                                                                 | Alexandra Ramires et Laura Gonçalves   | Portugal et France                                |
| Plus douce est la nuit                                                   | Fabienne Wagenaar                      | France                                            |
| Portret konia                                                            | Witold Giersz                          | Pologne                                           |
| Peoperational Model                                                      | Philip Ullman                          | Pays-Bas                                          |
| Retour à Hairy Hill                                                      | Daniel Gies                            | Canada                                            |
| Shoes and Hooves                                                         | Viktória Traub                         | Hongrie                                           |
| 'Tennis, Oranges                                                         | Sean Pecknold                          | États-Unis                                        |
| La voiture qui est revenue de la mer The Car That Came Back From the Sea | Jadwiga Kowalska                       | Suisse                                            |

#### Perspectives
| Titre                          | Réalisation           | Pays                  |
| ------------------------------ | --------------------- | --------------------- |
| A Menina e o Pote              | Valentina Homem       | Brésil                |
| El cambio de rueda             | Begoña Arostegui      | Espagne               |
| Elene Dariani                  | Elene Tavadze         | Géorgie               |
| Gigi                           | Cynthia Calvi         | France                |
| Le Mal du pays Hanina          | Yasmin Moll           | Égypte                |
| Hey Dad                        | Wei Fan Wang          | Taïwan                |
| I Died in Irpin                | Anastasiia Falileieva | Tchéquie et Slovaquie |
| It Shouldn't Rain Tomorrow     | Maria Trigo Teixeira  | Portugal et Allemagne |
| Last Night                     | Peter Oti Asamoah     | Ghana                 |
| Pen-Ku-Larp                    | Thanut Rujitanont     | Thaïlande             |
| Pie dan lo                     | Kim Yip Tong          | Maurice et France     |
| Silent Panorama                | Nicolas Piret         | Belgique              |
| The Meatseller                 | Margherita Giusti     | Italie                |
| The Wild-Tempered Clavier      | Anna Samo             | Allemagne             |
| This Is a Story Without a Plan | Cassie Shao           | États-Unis            |
| Underground                    | Yiannis Christoforou  | Grèce et Chypre       |

#### Jeune public
| Titre                   | Réalisation                          | Pays                          |
| ----------------------- | ------------------------------------ | ----------------------------- |
| Abri                    | Julie Daravan Chea                   | France                        |
| Bonjour l'été Ahoj leto | Martin Smatana et Veronika Zacharová | Slovaquie, Tchéquie et France |
| Basha                   | Paul Anirban                         | Inde                          |
| Beurk !                 | Loïc Espuche                         | France                        |
| La Boulangerie de Boris | Masa Avramovic                       | France, Suisse et Croatie     |
| Tête en l'air           | Rémi Durin                           | France                        |
| Tuu-Tuu-Til             | Veronica Solomon                     | Allemagne                     |
| Wing It!                | Rik Schutte                          | Pays-Bas                      |

#### Off-Limits
| Titre                                                   | Réalisation                 | Pays       |
| ------------------------------------------------------- | --------------------------- | ---------- |
| Albums de familles                                      | Moïa Jobin-Paré             | Canada     |
| Au-delà                                                 | Patrick Bokanowski          | France     |
| Corpus de l'Exploration divine Corpus and the Wandering | Jo Roy                      | Canada     |
| Crash-huang.xi.hu.xi                                    | Dale Zhou et Hongxiang Zhou | États-Unis |
| Das große Baumstück                                     | Claudia Larcher             | Autriche   |
| Data Flesh                                              | Felipe Elgueta              | Chili      |
| Glass House                                             | Boris Labbé                 | France     |
| Grain Cloud Atmosphere                                  | Martin Moolhuijsen          | Italie     |
| Lignes Lines                                            | Martin Schmidt              | Allemagne  |
| Mémoire entropique                                      | Nicolas Brault              | Canada     |
| O/S                                                     | Max Hattler                 | Hong Kong  |
| Ombres acoustiques                                      | Patrick Bergeron            | Canada     |

### Films de télévision
| Titre                                                        | Épisode | Réalisation | Pays        |
| ------------------------------------------------------------ | --- | --- | ----------- |
| Je t'adopte ¡Yo te adopto!                                   | Pedro et Kuky Pedro y Kuky | María Rosario Carlino et Itati Romero | Argentine   |
| Un ours nommé Wojte A Bear Named Wojtek                      | Un ours nommé Wojte A Bear Named Wojtek                                                                                             | Iain Gardner | Pologne     |
| Bad Bad Belgium                                              | Uranium | Jasper Declercq, Jonas Wellens et Wouter Medaer | Belgique    |
| Behind the Beats, histoires de la pop music Behind the Beats | La salsa rencontre le R&B : Une histoire de latin pop, avec Kali Uchis Salsa Meets R&B: A Story of Latin Pop (Featuring Kali Uchis) | Baptiste Jaquemet | France      |
| Blue Eye Samurai                                             | The Tale of the Ronin and the Bride                                                                                                 | Michael Green | États-Unis  |
| Clawlolo                                                     | Gramophone | Alexey Alekseev | Chypre      |
| In the Know                                                  | Yogurt Week | Brandon Gardner et Zach Woods | États-Unis  |
| La Vie de château                                            | Le Fantôme de Versailles | Clémence Madeleine-Perdrillat et Nathaniel H'Limi | France      |
| Lola et le Piano à bruits                                    | Lola et le Piano à bruits | Augusto Zanovello | Suisse      |
| Mike Judge's Beavis & Butt-Head                              | Sleepover | Geoffrey Johnson | États-Unis  |
| O Diáro de Alice                                             | O Diáro de Alice | Diogo Viegas | Portugal    |
| Petite Casbah                                                | La Gifle | Antoine Colomb | Belgique    |
| Pip and Posy Let's Learn                                     | All About Butterflies | Leigh Fieldhouse et Joanna Hepworth | Royaume-Uni |
| Pokemon Concierge                                            | Episode 2: What's on Your Mind | Iku Ogawa | Japon       |
| Amis souriants Smiling Friends                               | Une aventure d'Allen An Allen Adventure                                                                                             | Zach Hadel et Michael Cusack | Australie   |
| Snoopy Presents: Welcome Home, Franklin                      | Snoopy Presents: Welcome Home, Franklin                                                                                             | Raymond S. Persi | États-Unis  |
| Tabby McTat                                                  | Tabby McTat | Sarah Scrimgeour et Jac Hamman | Royaume-Uni |
| Les EKSPATS The EKSPATS                                      | Allons en Afrique We're Going to Africa                                                                                             | Ron Myrick, Adebisi Adetayo et Mbuotidem Johnson | Nigeria     |
| Sam & Julia The Mouse Mansion, Sam & Julia                   | L'Histoire sans fin The Story with no End                                                                                           | Régis Vidal | France      |
| The Very Small Creatures                                     | The Farm | Lucy Izzard | Royaume-Uni |
| Un air de Glissant                                           | Les Yeux de la voix | Raphaëlle Hayot, Alain Bidard, Julie De Halleux, Olivier Patté, Marie Merigot, Singeon Singeon, France Lazare, Valérie Pirson, Gilles Elie-Dit-Cosaque et Ange Zéphyr | France      |
| Une guitare à la mer                                         | Une guitare à la mer | Sophie Roze | France      |
| Wow Lisa                                                     | Coquillages Conchitas | Maria Elisa Soto-Aguilar et Antonia Herrera | Chili       |
| Zom 100: Bucket List of the Dead                             | Akira de la mort Akira of the Dead                                                                                                  | Kazuki Kawagoe | Japon       |

### Films de commande
| Artiste / Produit / Marque                   | Titre                                                              | Réalisation                                         | Pays        |
| -------------------------------------------- | ------------------------------------------------------------------ | --------------------------------------------------- | ----------- |
| OIAF 2023                                    | Federal Owl Commission                                             | Matthew Rankin                                      | Canada      |
| 14e festival d'Anibar (en)                   | Trailer: Love                                                      | Sander Joon                                         | Estonie     |
| Eeksaurus                                    | The Seed                                                           | Suresh Eriyat                                       | Inde        |
| ACLU d'Arizona                               | I Had Nothing                                                      | Elyse Kelly                                         | États-Unis  |
| Adult Swim                                   | The Cute Cat ID                                                    | Silvia Prietov                                      | Colombie    |
| Off the Air                                  | Magic Buzz                                                         | Julia Muller                                        | Allemagne   |
| Alzheimer's Research UK                      | Change the Ending                                                  | Derek Picken                                        | Royaume-Uni |
| Ashnikko                                     | Worms                                                              | Raman Djafari                                       | Allemagne   |
| Belong                                       | More of the Good Stuff                                             | Paulo Garcia                                        | Brésil      |
| Célestin                                     | Ma mère                                                            | Chaïtane Conversat                                  | France      |
| Chantelouve                                  | Chantelouve                                                        | Regina Pessoa                                       | Portugal    |
| Chien Méchant                                | Étoile filante                                                     | Kelzang Ravach                                      | France      |
| Chinese Man feat. Stogie T, KT Gorique et FP | Too Late                                                           | Victor Haegelin                                     | France      |
| DOA 2023                                     | DOA 2023                                                           | John Christian Ferner Apalnes                       | Norvège     |
| EYE                                          | Du sang entre les jambes Sangre entre las piernas                  | Frédérick Venet                                     | Géorgie     |
| BMK                                          | The Madhouse                                                       | Nella Addy, Rogan van den Berg et Ross Cooper       | Royaume-Uni |
| GODS ft. NewJeans                            | Worlds 2023 Anthem - League of Legends                             | Marie Hyon et Hans-Christoph Schultheiss            | États-Unis  |
| Hulu                                         | Exquisite Corpse                                                   | Simón Wilches Castro                                | États-Unis  |
| 39e Interfilm                                | Festival Trailer                                                   | Anne Isensee                                        | Allemagne   |
| Just Dance 2024 Edition                      | Rapper's Delight                                                   | Stéphane Berla                                      | France      |
| María Morfeo                                 | Fish                                                               | Gabriela Orozco                                     | Mexique     |
| Naraka: Bladepoint - Asian Games             | Naraka: Bladepoint - Asian Games                                   | Paulo Garcia                                        | Brésil      |
| Pictoplasma                                  | Opener 2023                                                        | Will Anderson                                       | Royaume-Uni |
| Playgrounds in Motion                        | 2023 Opening Titles                                                | Erwin van den Ijssel                                | Pays-Bas    |
| Sharjah Book Authority                       | Best Seller                                                        | Tariq Ali et Maged Nassar                           | Égypte      |
| Shortcuts                                    | Rivière sans retour                                                | David Stora                                         | France      |
| Siamés                                       | My Way                                                             | Jésica Bianchi                                      | Argentine   |
| StopTrik 2023                                | Trailer                                                            | Titouan Tillier                                     | Slovénie    |
| Conférence TED                               | Does Planting Trees Actually Cool the Planet?                      | Thomas Johnson Volda et Ivana Bonjak Volda          | Croatie     |
| Conférence TED                               | How Did South Africa Apartheid Happen, and How Did It Finally End? | Aya Marzouk                                         | Égypte      |
| The Lords of Water                           | Launch Film                                                        | Ingi Erlingsson, Stefan Falconer et Charles Bigeast | Royaume-Uni |
| Valsa la vista !                             | Valsa la vista !                                                   | Selma Maillard                                      | France      |
| Verificables: Xika vs la desinformación      | Verificables: Xika vs la desinformación                            | Mariano Fernández Russo                             | Argentine   |
| We Campaign Because They Can't               | We Campaign Because They Can't                                     | Dane Winn                                           | Royaume-Uni |
| Forum économique mondial                     | Dance to Live                                                      | Moises Arancibia et Pablo Gonzalez                  | Suisse      |
| WWF                                          | Up in Smoke                                                        | Yannis Konstantinidis                               | Royaume-Uni |

### Films de fin d'études
- 7 Missing de Yuval Katz ( Israël)
- Adiós de José Prats ( Royaume-Uni)
- Appartement 203 (Apartment 203) de Marlana Moreno Bernal et Eduardo Poiré Couto ( Mexique)
- Le Mal des ardents (Ardent Other) d'Alice Brygo ( France)
- Between You and Me de Cameron Kletke ( Canada)
- Carrotica de Daniel Sterlin-Altman ( Allemagne)
- Claw de Lucas Ferrer ( France)
- L'Homme corbeau (Crow Man) de Yohann Abdelnour ( Liban)
- Echoes de Robinson Drossos ( France)
- Echoes of Grief de Verena Repar ( Autriche)
- Frite sans maillot de Matteo Salanave ( France)
- Girls' Hair de Klara Thafvelin ( Suède)
- Hic svnt dracones de Justin Fayard ( France)
- Humantis de Paruis Baillie ( États-Unis)
- I Wanna Be a Statue de Harvey Auerbach-Dunn ( Royaume-Uni)
- Is This Now the Time I Should Let You Go? de Tsai Yi-chin ( Finlande,  Taïwan,  Belgique et  Portugal)
- Maatitel de Govinda Sao ( Inde)
- Marie : À travers le verre (Mary: Through Glass) de Wyatt Carson ( États-Unis)
- Minus Plus Multiply de Lee Chu-chieh ( Royaume-Uni)
- Moving Mountains de Jessica Poon ( Allemagne)
- Piiritajad d'Ada Napiórkowski ( Estonie)
- Plevel de Pola Kazak ( Tchéquie)
- Pres strepy de Natálie Durchánková ( Tchéquie)
- Prozori s južne strane d'Eugen Bilankov ( Croatie)
- Pubert Jimbob de Quirijn Dees ( Belgique)
- Return de Lindong Chen ( Japon)
- Saignée (Sangre petrolera) d'Alejandro Jiménez Mora ( Costa Rica)
- À la recherche de la cinquième direction (Searching for the 5th Direction) de Schüpbach Matthias ( Suisse)
- Être une graine (Ser semilla) de Julia Granillo Tostado ( Portugal,  Belgique,  Finlande et  Mexique)
- Sheep Out de Zofia Klamka ( Pologne)
- Show de Jagoda Czarnowska ( Pologne)
- Tabac froid d'Arthur Jamain ( France)
- The Bubby Bear Show de Thavin Vongpatanasin ( États-Unis)
- The Last Visit de Warutkomain Keawalee ( Estonie)
- The Monster de Ruby Yang et Bomin Kim ( Corée du Sud)
- The Time Botanist de Glenn Paul-Parvenu ( France)
- To the Brink de Hugo Docking ( Royaume-Uni)
- Waterpark de Ross Malo ( Irlande)
- Yapolaponky de Masataka Kihara ( Japon)
- You Are the Truck and I Am the Deer de Max Ferguson ( Belgique)

### Œuvres VR
| Titre                                | Réalisation                 | Pays                              |
| ------------------------------------ | --------------------------- | --------------------------------- |
| Flow                                 | Adriaan Lokman              | Pays-Bas et France                |
| Gargoyle Doyle                       | Ethan Shaftel               | États-Unis, Autriche et Argentine |
| Mamie Lou                            | Isabelle Andreani           | France                            |
| My Inner Ear Quartet                 | Koji Yamamura               | Japon                             |
| Oto's Planet                         | Gwenael François            | Luxembourg                        |
| Spots of Light                       | Adam Weingrod               | Israël et Canada                  |
| Tu vivras, mon fils "Chapitre 1 & 2" | Victoria Bousis             | Grèce et États-Unis               |
| The Imaginary Friend                 | Steye Hallema               | Pays-Bas et Belgique              |
| Empereur                             | Marion Burger et Ilan Cohen | France et Allemagne               |
| Le Temps du monstre                  | Benjamin Nuel               | France                            |

## Programmes spéciaux

### Hommage à l'animation portugaise
| Titre | Réalisation                                                                                             | Année                               | Pays                                |
| Abi & Regina, une histoire heureuse                                                                                | Abi & Regina, une histoire heureuse                                                                     | Abi & Regina, une histoire heureuse | Abi & Regina, une histoire heureuse |
| --- | --- | ----------------------------------- | ----------------------------------- |
| Fado lusitano | Abi Feijó                                                                                               | 1995                                | Portugal                            |
| L'Accalmie Oh que calma                                                                                            | Abi Feijó                                                                                               | 1985                                | Portugal                            |
| Les Brigands Os salteadores                                                                                        | Abi Feijó                                                                                               | 1993                                | Portugal                            |
| La nuit sort dans la rue A noite saiu à rua                                                                        | Abi Feijó                                                                                               | 1987                                | Portugal                            |
| Clandestin Clandestino                                                                                             | Abi Feijó                                                                                               | 2000                                | Portugal et Canada                  |
| La Nuit A noite | Regina Pessoa                                                                                           | 1999                                | Portugal                            |
| Histoire tragique avec fin heureuse Historia trágica com final feliz                                               | Regina Pessoa                                                                                           | 2005                                | France, Canada et Portugal          |
| Kali le petit vampire                                                                                              | Regina Pessoa                                                                                           | 2012                                | France, Portugal, Canada et Suisse  |
| Oncle Thomas : La Comptabilité des jours Tio Tomás - A contabilidade dos dias                                      | Regina Pessoa                                                                                           | 2018                                | Canada, France et Portugal          |
| Le Voyage d'un « Suspect » et compagnie                                                                            | |                                     |                                     |
| Ode à Infância | Luís Vital                                                                                              | 2019                                | Portugal                            |
| Mi vida en tus manos                                                                                               | Nuno Beato                                                                                              | 2009                                | Portugal                            |
| Le Suspect A suspeita                                                                                              | José Miguel Ribeiro                                                                                     | 1999                                | Portugal                            |
| Viagem a Cabo Verde                                                                                                | José Miguel Ribeiro                                                                                     | 2010                                | Portugal                            |
| Estilhaços | José Miguel Ribeiro                                                                                     | 2016                                | Portugal                            |
| Abraço do vento | José Miguel Ribeiro                                                                                     | 2004                                | Portugal                            |
| BAP Animation, un studio coopératif                                                                                | |                                     |                                     |
| Purpleboy | Alexandre Siqueira                                                                                      | 2019                                | Belgique, France et Portugal        |
| Fuligem | David Doutel et Vasco Sá                                                                                | 2014                                | Portugal                            |
| Agouro | David Doutel et Vasco Sá                                                                                | 2018                                | Portugal et France                  |
| Garrano | David Doutel et Vasco Sá                                                                                | 2022                                | Portugal et Lituanie                |
| Das gavetas nascem sons                                                                                            | Vítor Hugo                                                                                              | 2017                                | Portugal                            |
| Água mole | Laura Gonçalves et Alexandra Ramires                                                                    | 2017                                | Portugal                            |
| Le Nouveau Siècle                                                                                                  | |                                     |                                     |
| As maquinas de Maria                                                                                               | Marta Madureira                                                                                         | 2003                                | Portugal                            |
| Os pássaros | Filipe Abranches                                                                                        | 2009                                | Portugal                            |
| Algo importante | João Fazenda                                                                                            | 2009                                | Portugal                            |
| A única vez | Nuno Amorim                                                                                             | 2010                                | Portugal                            |
| Surpresa | Patrício Paulo                                                                                          | 2017                                | Portugal                            |
| Le Crime particulier de l'étrange monsieur Jacinthe O peculiar crime do estranho Sr. Jacinto                       | Bruno Caetano                                                                                           | 2019                                | Portugal et France                  |
| Fado do homem crescido                                                                                             | Pedro Brito                                                                                             | 2012                                | Portugal                            |
| Carrotrope | Paulo D'Alva                                                                                            | 2013                                | Portugal                            |
| Stuart | Zepe | 2006                                | Portugal                            |
| Réalisatrices d'animation portugaise                                                                               | |                                     |                                     |
| Selo ou não sê-lo (To bee or not to be)                                                                            | Isabel Aboim Inglez                                                                                     | 2005                                | Portugal                            |
| Tocadora | Joana Imaginario                                                                                        | 2017                                | Portugal                            |
| A menina parada | Joana Toste                                                                                             | 2021                                | Portugal                            |
| O homem do lixo | Laura Gonçalves                                                                                         | 2022                                | Portugal                            |
| Poulpe Polvo | Catarina Sobral                                                                                         | 2022                                | Portugal                            |
| Sopa fria | Marta Monteiro                                                                                          | 2023                                | Portugal et France                  |
| La Veste rose O casaco rosa                                                                                        | Mónica Santos                                                                                           | 2022                                | Portugal et France                  |
| La Fille aux grands yeux et le Garçon aux longues jambes A rapariga de olhos grandes e o rapaz de pernas compridas | Maria Hespanhol                                                                                         | 2023                                | Portugal                            |
| Une nouvelle génération                                                                                            | |                                     |                                     |
| Porque e este o meu oficio                                                                                         | Paulo Monteiro                                                                                          | 2018                                | Portugal                            |
| Au cœur des ombres Entre sombras                                                                                   | Alice Guimarães et Mónica Santos                                                                        | 2018                                | France et Portugal                  |
| Un monde de sang A mãe de sangue                                                                                   | Vier Nev                                                                                                | 2019                                | Portugal                            |
| Le Retour des vagues                                                                                               | Manon Cansell, Alejandra Guevara Cervera, Edward Kurchevsky, Francisco M. Magalhaes et Hortense Mariano | 2020                                | France                              |
| A mulher do médico                                                                                                 | Bruno Simões                                                                                            | 2021                                | Espagne et Portugal                 |
| Lié Elo | Alexandra Ramires                                                                                       | 2019                                | France et Portugal                  |
| A menina com os olhos ocupados                                                                                     | André Carrilho                                                                                          | 2024                                | Portugal                            |
| Marchands de glace Ice Merchants                                                                                   | João Gonzalez                                                                                           | 2022                                | France et Portugal                  |
| 100 ans, trois générations                                                                                         | |                                     |                                     |
| O pesadelo de António Maria                                                                                        | Joaquim Guerreiro                                                                                       | 1923                                | Portugal                            |
| Automania | Armando Servais Tiago                                                                                   | 1943                                | Portugal                            |
| Espiões | Armando Servais Tiago                                                                                   | 1965                                | Portugal                            |
| A mosca | Armando Servais Tiago                                                                                   | 1970                                | Portugal                            |
| La Soupe de pierres O caldo de pedra                                                                               | Artur Correia                                                                                           | 1976                                | Portugal                            |
| Schweppes - Le Meilleur de la rue Schweppes - O melhor da rua                                                      | Artur Correia                                                                                           | 1966                                | Portugal                            |
| A lenda do mar tenebroso                                                                                           | Ricardo Neto                                                                                            | 1974                                | Portugal                            |
| O médico e a duquesa                                                                                               | Mario Jorge Neves                                                                                       | 1982                                | Portugal                            |
| Franco assassino                                                                                                   | António Pilar                                                                                           | 1976                                | Portugal                            |
| Évasion - Invasion Evasõ - Invasão                                                                                 | Fernado Galrito, Joana Rebelo et Paulo Simões                                                           | 1986                                | Portugal                            |
| Interstices Interstícios                                                                                           | Marina Graca                                                                                            | 2001                                | Portugal                            |
| Motus | Nelson Fernandes                                                                                        | 2023                                | Portugal                            |
| 28 | José Xavier                                                                                             | 2009                                | Portugal                            |
| L'Histoire du chat et de la Lune Estoria do gato e da Lua                                                          | Pedro Serrazina                                                                                         | 1995                                | Portugal                            |
| Quase me lembro | Dimitrije Mihajlovic et Miguel Lima                                                                     | 2023                                | Portugal                            |

### Chorégraphies: animation et danse
| Titre                                                                  | Réalisation                                   | Année         | Pays                  |
| Corps et Âmes                                                          | Corps et Âmes                                 | Corps et Âmes | Corps et Âmes         |
| ---------------------------------------------------------------------- | --------------------------------------------- | ------------- | --------------------- |
| Pas de deux                                                            | Norman McLaren                                | 1967          | Canada                |
| Pas de deux de deux                                                    | Paul Bush                                     | 2001          | Royaume-Uni           |
| Gefangenenchor                                                         | Raimund Krumme                                | 2004          | Allemagne             |
| Addicted                                                               | Reinhold Bidner                               | 2011          | Autriche              |
| Choros                                                                 | Michael Langan et Terah Maher                 | 2011          | États-Unis            |
| Trespass                                                               | Paul Wenninger                                | 2012          | Autriche              |
| Love Songs for Robots                                                  | Chris Lavis et Maciek Szczerbowski            | 2015          | Canada                |
| Étreintes                                                              | Alain Escalle                                 | 2020          | France                |
| Matières et Collisions                                                 |                                               |               |                       |
| Eager                                                                  | Allison Schulnik                              | 2014          | États-Unis            |
| Eine murul                                                             | Erik Alunurm                                  | 2011          | Estonie               |
| Onduleur minéral                                                       | Alexandra Levasseur                           | 2023          | Canada                |
| La Corneille The Crow                                                  | Glenn Marshall                                | 2021          | Royaume-Uni           |
| Ossa                                                                   | Dario Imbrogno                                | 2016          | Italie                |
| Marie.Eduardo.Sophie                                                   | Thomas Corriveau                              | 2022          | Canada                |
| Kolmnurga-afäär                                                        | Andres Tenusaar                               | 2012          | Estonie               |
| Dolorosa                                                               | Michèle Cournoyer                             | 1988          | Canada                |
| Chrysalide                                                             | Damien Serban et Yann Bertrand                | 2004          | France                |
| Hipopotamy                                                             | Piotr Dumala                                  | 2014          | Pologne               |
| No, I Don't Want to Dance!                                             | Andrea Vinciguerra                            | 2019          | Italie et Royaume-Uni |
| Gestes et Tangos                                                       |                                               |               |                       |
| LOCA                                                                   | Véronique Paquette                            | 2024          | Canada                |
| Pas à deux                                                             | Monique Renault et Gerrit Van Dijk            | 1988          | Pays-Bas              |
| Tango for Page Turning                                                 | William Kentridge                             | 2013          | Afrique du Sud        |
| Sonata                                                                 | Nadia Micault                                 | 2013          | France                |
| Duet                                                                   | Glen Keane                                    | 2014          | États-Unis            |
| 'SAMT (Silence)                                                        | Chadi Aoun                                    | 2016          | Liban                 |
| Southpaw                                                               | Sawako Kabuki                                 | 2019          | Japon                 |
| Tango tesknot                                                          | Marta Szymanska                               | 2018          | Pologne               |
| La Faillite                                                            | Jean-Jean Arnoux                              | 2014          | France                |
| Hysteresis                                                             | Robert Seidel                                 | 2021          | Allemagne             |
| Tamgù                                                                  | Isabel Loyer et Luis Paris                    | 2021          | Argentine et France   |
| S+C+A+R+R - The Rest of My Days                                        | Antoine Charlot                               | 2020          | France                |
| Tumbleweed Tango                                                       | Sam Stephens et Christopher Mauch             | 2013          | États-Unis            |
| Motifs et Traces                                                       |                                               |               |                       |
| La Piste de danse La pista                                             | Gianluigi Toccafondo et Simona Mulazzani      | 1991          | Italie                |
| Jacques - Rien                                                         | Govo                                          | 2022          | France                |
| Autos Portraits                                                        | Claude Cloutier                               | 2015          | Canada                |
| Downfall                                                               | Rona Fayad                                    | 2021          | Liban                 |
| Feet of Song                                                           | Erica Russel                                  | 1988          | Royaume-Uni           |
| Spin                                                                   | Max Hattler                                   | 2010          | France et Royaume-Uni |
| Moi                                                                    | Inés Sedan                                    | 2011          | France                |
| Chick                                                                  | Michal Socha                                  | 2008          | Pologne               |
| Au premier dimanche d'août                                             | Florence Miailhe                              | 1999          | France                |
| Ralf Hildenbeutel Disco                                                | Boris Seewald                                 | 2016          | Allemagne             |
| Le Sens du toucher                                                     | Jean-Charles Mbotti Malolo                    | 2014          | France et Suisse      |
| The Burden Min Börda                                                   | Niki Lindroth von Bahr                        | 2016          | Suède                 |
| Cartoons et Chorégraphie                                               |                                               |               |                       |
| La Danse macabre The Skeleton Dance                                    | Walt Disney                                   | 1929          | États-Unis            |
| Minnie the Moocher                                                     | Dave Fleischer                                | 1932          | États-Unis            |
| Philips Cavalcade                                                      | George Pal                                    | 1939          | Pays-Bas              |
| The Frog Pound                                                         | Ub Iwerks                                     | 1938          | États-Unis            |
| Fantasia: Dance of the Hours                                           | Norman Ferguson et Thornton Hee               | 1940          | États-Unis            |
| Shrek 2: Livin' La Vida Loca                                           | Andrew Adamson, Kelly Asbury et Conrad Vernon | 2004          | États-Unis            |
| Madagascar: I Like to Move It                                          | Eric Darnell et Tom McGrath                   | 2005          | États-Unis            |
| La Belle et la Bête : La Scène de bal                                  | Gary Trousdale et Kirk Wise                   | 1991          | États-Unis            |
| Moi, moche et méchant : La Scène finale                                | Pierre Coffin et Chris Renaud                 | 2010          | États-Unis            |
| Dragons 2 : For the Dancing and the Dreaming, Stoick and Valka's Dance | Dean DeBlois                                  | 2014          | États-Unis            |

### Annecy Classics
| Titre                                    | Réalisation                                          | Année | Pays       |
| ---------------------------------------- | ---------------------------------------------------- | ----- | ---------- |
| Vous devriez faire du cinéma             | Friz Freleng                                         | 1940  | États-Unis |
| Faut savoir ce qu'on veut                | Chuck Jones                                          | 1953  | États-Unis |
| Old Orchard Beach P.Q.                   | Michèle Cournoyer                                    | 1981  | Canada     |
| Une belle journée à la campagne          | Christopher Hinton                                   | 1988  | Canada     |
| Kidnappé                                 | Thomas Corriveau                                     | 1988  | Canada     |
| Téléphone                                | Luce Roy                                             | 1985  | Canada     |
| Les Deux Chaperons rouges                | Tex Avery                                            | 1949  | États-Unis |
| One Froggy Evening                       | Chuck Jones                                          | 1955  | États-Unis |
| Un chasseur sachant chasser              | Tex Avery                                            | 1940  | États-Unis |
| Marie-Croquette qui a ni chaud ni frette | Estelle Lebel, Mitsu Daudelin et Rachel Saint-Pierre | 1976  | Canada     |
| Objets perdus                            | Michel Gelinas et Michel Degagne                     | 1990  | Canada     |
| Solid Serenade                           | William Hanna et Joseph Barbera                      | 1946  | États-Unis |
| Gumball                                  | Ben Bocquelet                                        | 2008  | États-Unis |
| The Time Thing                           | Rebecca Sugar                                        | 2013  | États-Unis |
| The All-nimal                            | Nick Edwards                                         | 2023  | États-Unis |
| Pourquoi l'écran d'épingles ?            | Brice Vincent                                        | 2024  | France     |
| Le Laboratoire de Dexter - Changements   | Genndy Tartakovsky                                   | 1995  | États-Unis |
| Servais                                  | Rudy Pinceel                                         | 2018  | Belgique   |

### Midnight Specials
| Titre                                    | Réalisation                            | Année | Pays         |
| ---------------------------------------- | -------------------------------------- | ----- | ------------ |
| Who Said Death Is Beautiful?             | Ryō Nakajima                           | 2023  | Japon        |
| Pig That Survived Foot-and-Mouth Disease | Hur Bum-wook                           | 2024  | Corée du Sud |
| (S)KiDS                                  | Leslie et Louis Solis                  | 2024  | Canada       |
| Exorcism Chronicles                      | Kim Dong-chul                          | 2024  | Corée du Sud |
| Spermageddon                             | Rasmus A. Sivertsen et Tommy Wirkola   | 2024  | Norvège      |
| WTF2024                                  |                                        |       |              |
| Our Love Is Immortal                     | Enver Yıldızham                        | 2023  | Turquie      |
| Living the Dream                         | Ben Meinhardt                          | 2023  | Canada       |
| Pas de mouches sur moi                   | Lars Magnus Holmgren                   | 2023  | Australie    |
| Sans-dents                               | Enzo Gérard                            | 2023  | France       |
| Larry                                    | Takeshi Murata et Christopher Rutledge | 2023  | États-Unis   |
| Guide du martyr                          | Maks Rzontkowski                       | 2024  | Pologne      |
| Giovanna et le Grand Paon                | Maria Zilli                            | 2023  | Italie       |
| The Shortest Relationship in the World   | Han Xiaoxuan                           | 2023  | Chine        |
| Stuffed                                  | Louise Labrousse                       | 2024  | France       |
| Jean-Mi, le garçon pilotis               | Marcel Street                          | 2024  | France       |
| The Bleacher                             | Nicole Daddona et Adam Wilder          | 2024  | États-Unis   |
| The Personal Issue                       | Mehdi Alibeygi                         | 2024  | Iran         |
| Et si ce n'était pas bon ?               | Haluk Miraç Aykın                      | 2024  | Turquie      |
| Corn Man Origin Theory                   | Alexandre Louvenaz                     | 2024  | France       |

### Projections en plein air
| Titre                                              | Réalisation                               | Année       | Pays                          |
| -------------------------------------------------- | ----------------------------------------- | ----------- | ----------------------------- |
| Athleticus (saison 4)                              | Nicolas Deveaux                           | 2022        | France                        |
| Hopper et le Hamster des ténèbres                  | Benjamin Mousquet et Ben Stassen          | 2022        | France                        |
| Dounia : Le Grand Pays blanc                       | Marya Zarif et André Kadi                 | 2025        | Canada                        |
| Ninja Turtles : Teenage Years                      | Jeff Rowe et Kyler Spears                 | 2023        | États-Unis                    |
| La Pat' Patrouille : La Super Patrouille, le film  | Cal Brunker                               | 2023        | Canada                        |
| Mon ami robot                                      | Pablo Berger                              | 2023        | France, Espagne               |
| Dragons                                            | Dean DeBlois et Chris Sanders             | 2010        | États-Unis                    |
| Le Grand Voyage de Gouti                           | Bénédicte Galup                           | 2023        | France                        |
| Moi, moche et méchant 3                            | Kyle Balda, Pierre Coffin et Éric Guillon | 2017        | États-Unis                    |
| Sirocco et le Royaume des courants d'air           | Benoît Chieux                             | 2023        | France                        |
| Bob l'éponge, le film : Éponge en eaux troubles    | Tim Hill                                  | 2020        | États-Unis                    |
| Le Peuple Loup                                     | Tomm Moore et Ross Stewart                | 2020        | Irlande, Luxembourg et France |
| Les Green à Big City                               | Chris Houghton                            | 2018        | États-Unis                    |
| Le Roi Lion                                        | Roger Allers et Rob Minkoff               | 1994        | États-Unis                    |
| Ballerina                                          | Éric Summer et Éric Warin                 | 2016        | France, Canada                |
| Il était une fois… 45 ans d’animation avec Maestro | Albert Barillé                            | 1978 à 2023 | France                        |
| Linda veut du poulet !                             | Chiara Malta et Sébastien Laudenbach      | 2023        | France                        |
| Léo, la fabuleuse histoire de Léonard de Vinci     | Jim Capobianco et Pierre-Luc Granjon      | 2023        | États-Unis, France, Irlande   |

## Palmarès

### Courts métrages
| Prix                                        | Attribué à                                               | Pays                                              |
| ------------------------------------------- | -------------------------------------------------------- | ------------------------------------------------- |
| Cristal d'Annecy                            | Percebes d'Alexandra Ramires et Laura Gonçalves          | Portugal et France                                |
| Prix du jury                                | La voiture qui est revenue de la mer de Jadwiga Kowalska | Suisse                                            |
| Prix Alexeïeff – Parker                     | Beautiful Men de Nicolas Keppens                         | Belgique, France et Pays-Bas                      |
| Prix Jean-Luc Xiberras de la première œuvre | [S] de Mario Radev                                       | Royaume-Uni                                       |
| Prix du film Off-Limits                     | Glass House de Boris Labbé                               | France                                            |
| Prix du public                              | Hurikán de Jan Saska                                     | Tchéquie, France, Slovaquie et Bosnie-Herzégovine |
| Prix de la meilleure musique originale      | Joko d'Izabela Plucinska                                 | Pologne, Allemagne et Tchéquie                    |
| Prix Jeune public                           | Bonjour l'été de Martin Smatana et Veronika Zacharová    | Slovaquie, Tchéquie et France                     |
| Prix du jury junior Canal+                  | Frite sans maillot de Matteo Salanave Piazza             | France                                            |

### Longs métrages
| Prix                                   | Attribué à                                                    | Pays                          |
| -------------------------------------- | ------------------------------------------------------------- | ----------------------------- |
| Cristal du long métrage                | Mémoires d'un escargot d'Adam Elliot                          | Australie                     |
| Prix du jury                           | Flow de Gints Zilbalodis                                      | Lettonie, Belgique et France  |
| Prix du public                         | Flow de Gints Zilbalodis                                      | Lettonie, Belgique et France  |
| Prix Fondation Gan à la Diffusion      | Flow de Gints Zilbalodis                                      | Lettonie, Belgique et France  |
| Prix de la meilleure musique originale | Flow de Gints Zilbalodis                                      | Lettonie, Belgique et France  |
| Prix Paul Grimault                     | Totto-chan, la petite fille à la fenêtre de Shinnosuke Yakuwa | Japon                         |
| Grand Prix Contrechamp                 | El sueño de la sultana d'Isabel Herguera                      | Espagne et Allemagne          |
| Prix du jury Contrechamp               | La Vie, en gros de Kristina Dufková                           | Tchéquie, Slovaquie et France |

### Films de télévision et de commande
| Prix                                      | Attribué à                                                                                        | Pays                                 |
| ----------------------------------------- | ------------------------------------------------------------------------------------------------- | ------------------------------------ |
| Cristal pour une production TV            | Une guitare à la mer de Sophie Roze                                                               | France et Suisse                     |
| Prix du public pour un film de télévision | Une guitare à la mer de Sophie Roze                                                               | France et Suisse                     |
| Cristal pour un film de commande          | Pictoplasma - Opener 2023 de Will Anderson                                                        | Royaume-Uni                          |
| Prix du jury pour une série TV            | La Vie de château - Le Fantôme de Versailles de Clémence Madeleine-Perdrillat et Nathaniel H'limi |                                      |
| Prix du jury pour un spécial TV           | Lola et le Piano à bruits d'Augusto Zanovello                                                     | France, Pologne et Suisse            |
| Prix du jury pour un film de commande     | TED-Ed - How Did South African Apartheid Happen, and How Did It Finally End? d'Aya Marzouk        | États-Unis, Afrique du Sud et Égypte |

### Films de fin d'études
| Prix                            | Attribué à                         | Pays      |
| ------------------------------- | ---------------------------------- | --------- |
| Cristal du film de fin d'études | Carrotica de Daniel Sterlin-Altman | Allemagne |
| Prix du jury                    | Pubert Jimbob de Quirjin Dees      | Belgique  |
| Prix Lotte Reiniger             | Maatitel de Govinda Sao            | Inde      |

### Œuvres VR
| Prix                             | Attribué à                     | Pays |
| -------------------------------- | ------------------------------ | ---- |
| Cristal de la meilleure œuvre VR | Gargoyle Doyle d'Ethan Shaftel |      |

### Autres prix
| Prix                                             | Attribué à                                                 | Pays                |
| ------------------------------------------------ | ---------------------------------------------------------- | ------------------- |
| Prix de la Ville d'Annecy                        | The Meatseller de Margherita Giusti et Margherita d'Andrea | Italie              |
| Prix André Martin pour un court métrage français | Papillon de Florence Miailhe                               | France              |
| Prix Festivals Connexion                         | Beautiful Men de Nicolas Keppens                           |                     |
| Prix Festivals Connexion VR                      | Empereur de Marion Burger et Ilan Cohen                    | France et Allemagne |
| Prix France TV pour un court métrage             | La voiture qui est revenue de la mer de Jadwiga Kowalska   | Suisse              |